# Bobby Hamilton (Musiker)
Robert „Bobby“ Hamilton (* um 1935) ist ein US-amerikanischer Jazz-  und Rhythm-&-Blues-Musiker (Schlagzeug, Perkussion, Keyboards).

## Leben und Wirken
Hamilton, der aus Syracuse stammte, arbeitete 1960–65 (u. a. mit Al Shackman (bzw. Rudy Stevenson) und Lisle Atkinson) im Begleittrio von Nina Simone, zu hören auf Alben wie Nina Simone at Newport (1960), Forbidden Fruit (1961), Nina Simone at the Village Gate (1961) und In Concert (1964). Des Weiteren spielte er mit Babatunde Olatunji and His Drums of Passion (Hugh Life, 1962), dem Gitarristen John Bishop (Bishop's Whirl) und um 1974 in der Begleitband von Dakota Staton (Ms. Soul).
Unter eigenen Namen spielte Hamilton um 1972 das Soul-Jazz-Album Dream Queen ein. Im Bereich des Jazz war er laut Tom Lord zwischen 1960 und 1974 an 17 Aufnahmesessions beteiligt. Ende der 1970er-Jahre trat er als Solist in New Yorker Clubs auf; in den 1990er-Jahren betätigte er sich noch als Musikveranstalter.
Er ist nicht mit dem gleichnamigen Doo-Wop-Sänger zu verwechseln.